# Nationaal Songfestival 1996
Het Nederlands Nationaal Songfestival 1996 kende vijf voorrondes voorafgaand aan de finale. Elke artiest had zijn eigen voorronde. In elke voorronde werden drie liedjes gezongen. Het beste liedje ging door naar de finale gehouden op 3 maart.

## Voorronde 1 -Roland Verstappen
| Startplaats | Lied                           | Score | Eindplaats |
| ----------- | ------------------------------ | ----- | ---------- |
| 1           | "Dan dansen wij"               | 13%   | 3          |
| 2           | "Een woord van jou"            | 14%   | 2          |
| 3           | "Ik wil alleen walsen met jou" | 73%   | 1          |

## Voorronde 2 -Gina de Wit
| Startplaats | Lied                    | Score | Eindplaats |
| ----------- | ----------------------- | ----- | ---------- |
| 1           | "De kracht van je hart" | 17%   | 3          |
| 2           | "De wereld is van jou"  | 57%   | 1          |
| 3           | "Jij hoort bij mij"     | 26%   | 2          |

## Voorronde 3 -Maxine&Franklin Brown
| Startplaats | Lied                         | Score | Eindplaats |
| ----------- | ---------------------------- | ----- | ---------- |
| 1           | "Wie weet wat morgen brengt" | 21%   | 3          |
| 2           | "De eerste keer"             | 54%   | 1          |
| 3           | "Dat woordje wij"            | 25%   | 2          |

## Voorronde 4 -Lucretia van der Vloot
| Startplaats | Lied                    | Score | Eindplaats |
| ----------- | ----------------------- | ----- | ---------- |
| 1           | "Neem me mee"           | 16%   | 3          |
| 2           | "Hoe hoger je klimt"    | 39%   | 2          |
| 3           | "Neem de tijd voor mij" | 45%   | 1          |

## Voorronde 5 -Clau-dya's
| Startplaats | Lied                | Score | Eindplaats |
| ----------- | ------------------- | ----- | ---------- |
| 1           | "Met of zonder jou" | 27%   | 3          |
| 2           | "Als je hart klopt" | 40%   | 1          |
| 3           | "Mozart"            | 33%   | 2          |

## Finale
De finale werd gehouden op 3 maart 1996 in de Cinevideo Studio in Almere. Hij werd gepresenteerd door Ivo Niehe. De finale werd gewonnen door Maxine & Franklin Brown en hun liedje De eerste keer.
| Startplaats | Artiest                 | Lied                           | Punten | Eindplaats |
| ----------- | ----------------------- | ------------------------------ | ------ | ---------- |
| 1           | Gina de Wit             | "De wereld is van jou"         | 40     | 2          |
| 2           | Maxine & Franklin Brown | "De eerste keer"               | 51     | 1          |
| 3           | Roland Verstappen       | "Ik wil alleen walsen met jou" | 9      | 5          |
| 4           | Clau-dya's              | "Als je hart klopt"            | 12     | 4          |
| 5           | Lucretia van der Vloot  | "Neem de tijd voor mij"        | 31     | 3          |

1956 · 1957 · 1958 · 1959 · 1960 · 1961 · 1962 · 1963 · 1964 · 1965 · 1966 · 1967 · 1968 · 1969 · 1970 · 1971 · 1972 · 1973 · 1974 · 1975 · 1976 · 1977 · 1978 · 1979 · 1980 · 1981 · 1982 · 1983 · 1984 · 1986 · 1987 · 1988 · 1989 · 1990 · 1992 · 1993 · 1994 · 1996 · 1997 · 1998 · 1999 · 2000 · 2001 · 2003 · 2004 · 2005 · 2006 · 2007 · 2008 · 2009 · 2010 · 2011 · 2012